# イギリス海兵隊

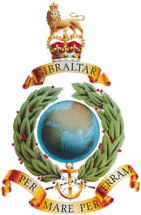

イギリス海兵隊（イギリスかいへいたい、Royal Marines）は、広義のイギリス海軍(Naval Service)の管理下にある、水陸両用作戦に主眼を置いた軽歩兵部隊。山岳戦と極地戦のエキスパートでもある。部隊のモットーはPer Mare Per Terram(海に、陸に)。

## 創設
1664年に海上勤務を命じられた“ロードジェネラル近衛歩兵連隊”(The Lord General's Regiment of Foot Guards／現コールドストリームガーズ)の兵士500名により編成された、“ヨーク及びオールバニ公海上歩兵連隊”(Duke of York and Albany's Maritime Regiment of Foot)が最初の海兵隊部隊である。現在も残る海兵隊としてはスペイン、ポルトガル、フランスに続いて欧州で4番目に古い歴史を持つ。
その後国王ジョージ3世によって現在の名称に改められた。

## 概要

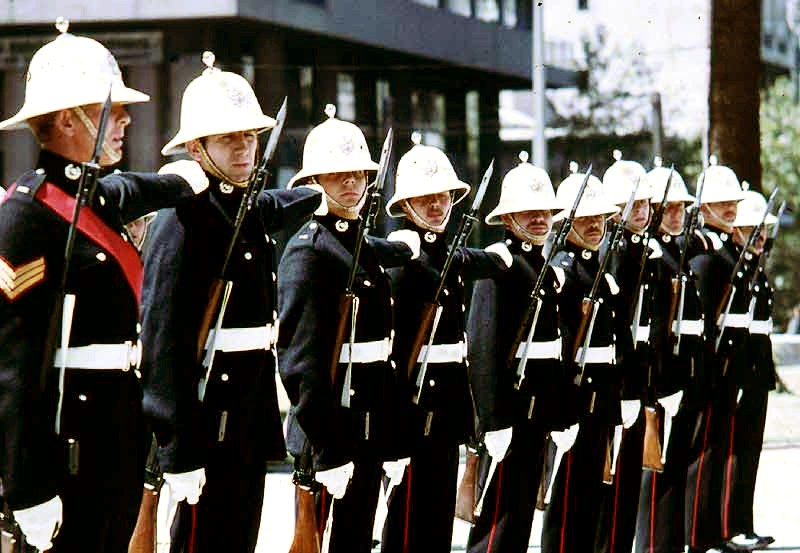
正装のイギリス海兵隊

イギリス海兵隊の現在の形式上・儀礼上の最高指揮官は海兵隊元帥(Captain General Royal Marines)である。1901年にジョージ5世が海兵隊名誉連隊長に就任したのが起源で、エドワード8世、ジョージ6世と歴代の王がこの職を務め、ジョージ6世の1948年に海兵隊元帥に改められた。エリザベス2世の時期には王配エディンバラ公フィリップ、サセックス公ヘンリーが務めていたがヘンリーが2020年3月31日に王族の公務を退いたために以後は空席になった。エリザベス2世が崩御しチャールズ3世が即位すると、以前の例に従いチャールズ3世がこの職を務めている。本来、“Captain General”は大将と中将の中間の階級であるが、現在のイギリス海兵隊では元帥相当とされる。現在、王族による最高指揮官職は形式上の名誉職で、実際の最高指揮官職としては海兵隊総司令官（Commandant General Royal Marines）が設置されており、現役軍人の少将が任命されている。ちなみに1943年までこの職は海兵隊高級副官(Adjutant-General Royal Marines)と呼ばれており、文字通り“Captain General”の次席という扱いであった。
海兵隊総司令官の地位としてはアメリカ合衆国の海兵隊総司令官に相当し、イギリス海軍武官のトップである第一海軍卿(First Sea Lord)の直属とされている。なお、王立海兵隊総司令官は連合王国水陸両用軍指揮官（COMUKAMPHIBFOR:Commander UK Amphibious Forces）と第3コマンドー旅団指揮官を兼務する。ただし第3コマンドー旅団については管理のみの職務で、作戦指揮については別の現役准将がおこなう。
イギリス海兵隊は創設から現在に至るまで部隊の兵科区分は戦列歩兵（Line Infantry）であり、他の国のように通常の歩兵部隊とは異なる特殊な兵科としての位置付けではなく、形式上は陸軍に所属する他の戦列歩兵連隊と全く同質である。こうした性格から現在でも戦列歩兵の中でロイヤル・アングリアン連隊に次いで6番目の部隊序列（Order of Precedence）を有しており、階級章・階級名称も陸軍式である。ただしこれは形式上の話であり、実際には陸軍に所属する戦列歩兵連隊とは異なる、特殊な装備と特殊な訓練を施した人員を有する部隊である。

## 部隊編制

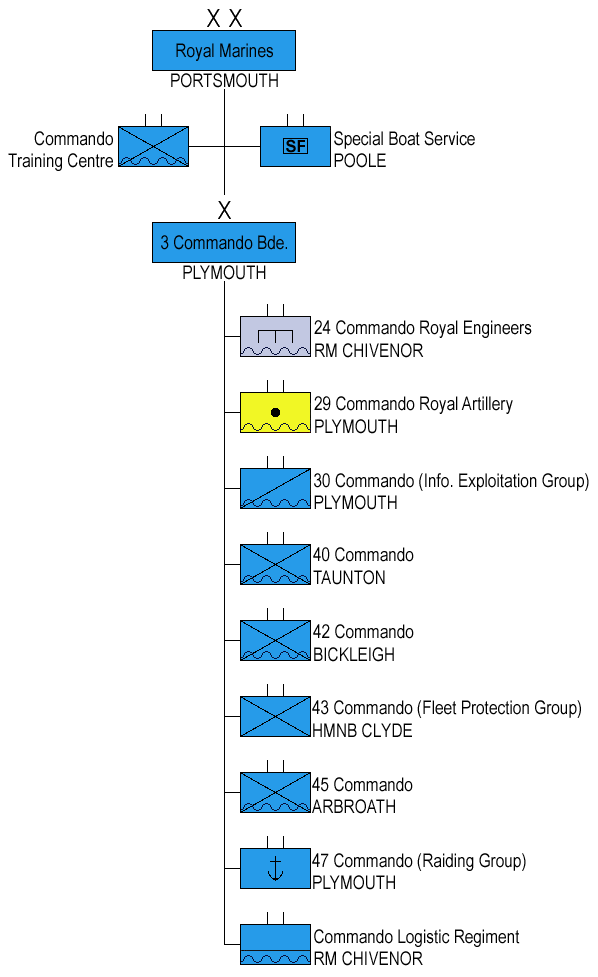
イギリス海兵隊の組織図。

2007年現在、イギリス海兵隊は以下の8個の大隊規模の部隊を管理している。
- 第40コマンドー（歩兵）
- 第42コマンドー（歩兵）
- 第45コマンドー（歩兵）
- コマンドー後方支援連隊（後方支援）
- 連合王国上陸作戦軍支援グループ（第3コマンドー旅団の司令部機能）
- 艦隊防護グループ（核兵器・司令部その他の保護）
- 特殊舟艇部隊（特殊部隊）
- 第1強襲グループ（特殊機材による上陸支援）

なお実際の作戦行動は第3コマンドー旅団やその他の司令部・部隊の指揮下で行う。とくに第3コマンドー旅団はイギリス海兵隊の所属部隊の半数以上を指揮下に置いている。現在の第3コマンドー旅団の編制は以下の通り。なお、砲兵連隊・工兵連隊は実質大隊編成の部隊である。
- 第40コマンドー
- 第42コマンドー
- 第45コマンドー
- ライフル連隊第1大隊（陸軍所属部隊）
- 第29コマンドー砲兵連隊（陸軍所属部隊）
- 第24コマンドー工兵連隊（陸軍所属部隊）
- コマンドー後方支援連隊
- 連合王国上陸作戦軍支援グループ

上記のように第3コマンドー旅団は陸軍部隊との混成ではあるが、イギリス海兵隊の実働編成とされており、「別の部隊」というわけではない。王族による形式上・軍人による実際上の最高指揮官職、部隊章・キャップバッジ、部隊固有の行進曲、モットー等は両部隊に全て共通である。また管理上も、第3コマンドー旅団はあくまでも海軍所属部隊であり多軍種合同部隊ではない。

## 階級
| NATO階級符号 | 階級章       | 階級                          | 階級       |
| NATO階級符号 | 階級章       | 英語                          | 日本語     |
| ------------ | ------------ | ----------------------------- | ---------- |
| OR-1         | 該当階級なし |                               |            |
| OR-2         | 階級章なし   | Marine                        | 兵         |
| OR-3         |              | Lance corporal                | 上等兵     |
| OR-4         |              | Corporal                      | 伍長       |
| OR-6/OR-5    |              | Sergeant                      | 軍曹       |
| OR-7         |              | Colour Sergeant               | 旗手軍曹   |
| OR-8         |              | Warrant Officer class 2       | 二等准尉   |
| OR-9         |              | Warrant Officer class 1       | 一等准尉   |
| OR-9         |              | Warrant Officer class 1       | 一等准尉   |
| OF(D)        |              | Officer cadet                 | 士官候補生 |
| OF-1         |              | Second lieutenant             | 少尉       |
| OF-1         |              | Lieutenant                    | 中尉       |
| OF-2         |              | Captain                       | 大尉       |
| OF-3         |              | Major                         | 少佐       |
| OF-4         |              | Lieutenant colonel            | 中佐       |
| OF-5         |              | Colonel                       | 大佐       |
| OF-6         |              | Brigadier                     | 准将       |
| OF-7         |              | Major-general                 | 少将       |
| OF-8         |              | Lieutenant-general            | 中将       |
| OF-9         |              | General                       | 大将       |
| OF-10        |              | Captain General Royal Marines | 元帥       |

## ギャラリー

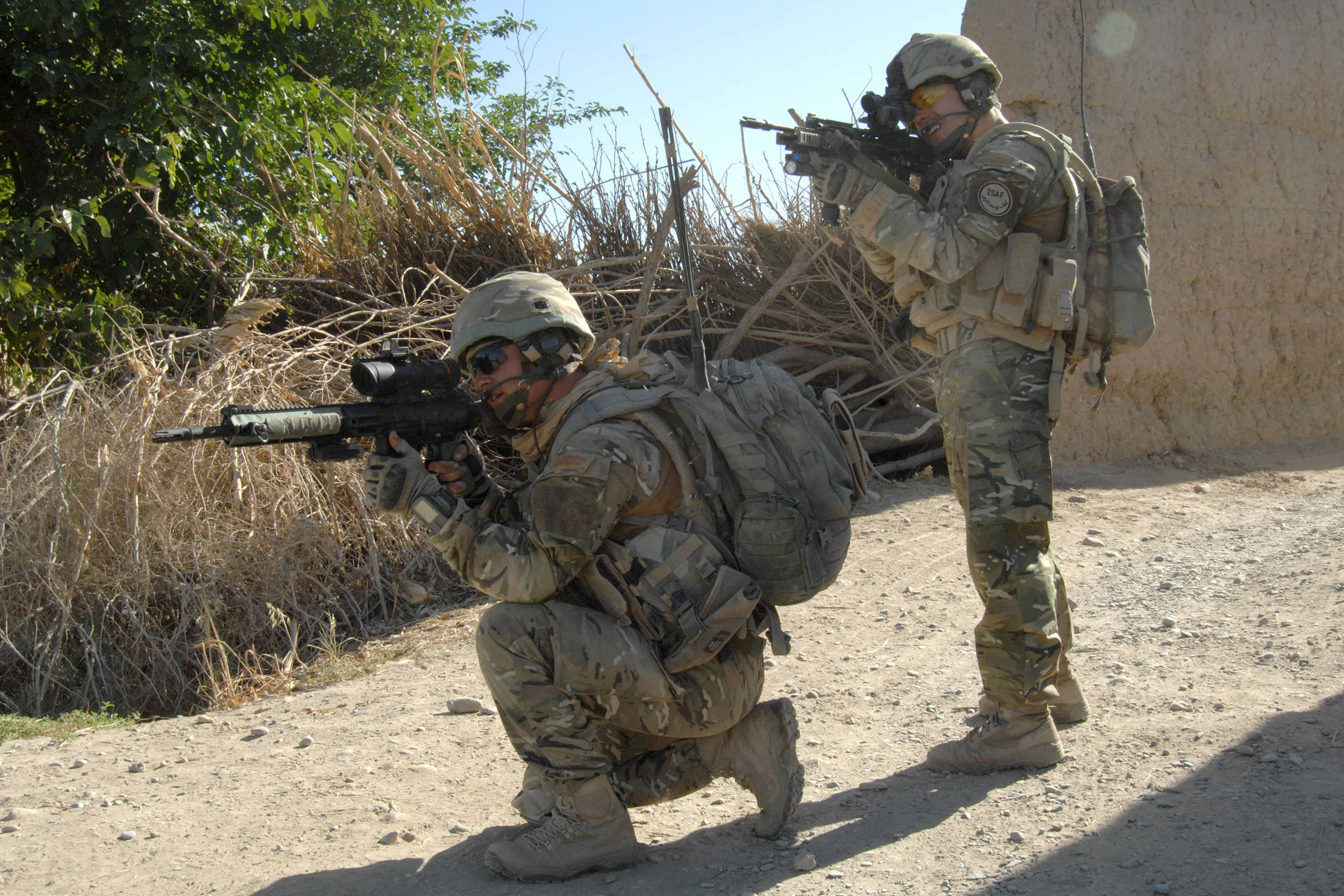
アフガニスタンで任務を行うイギリス海兵隊
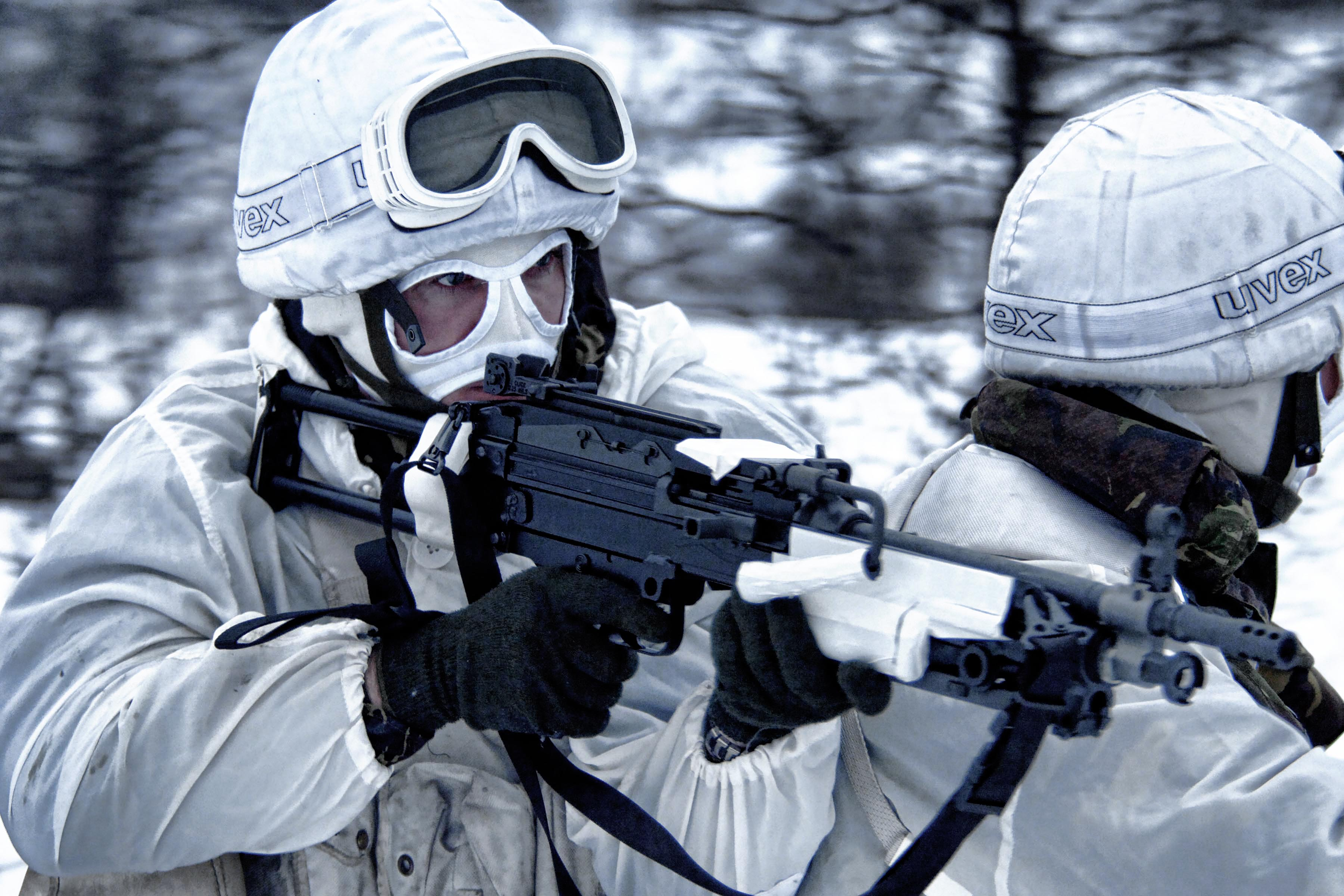
寒冷装備でのイギリス海兵隊
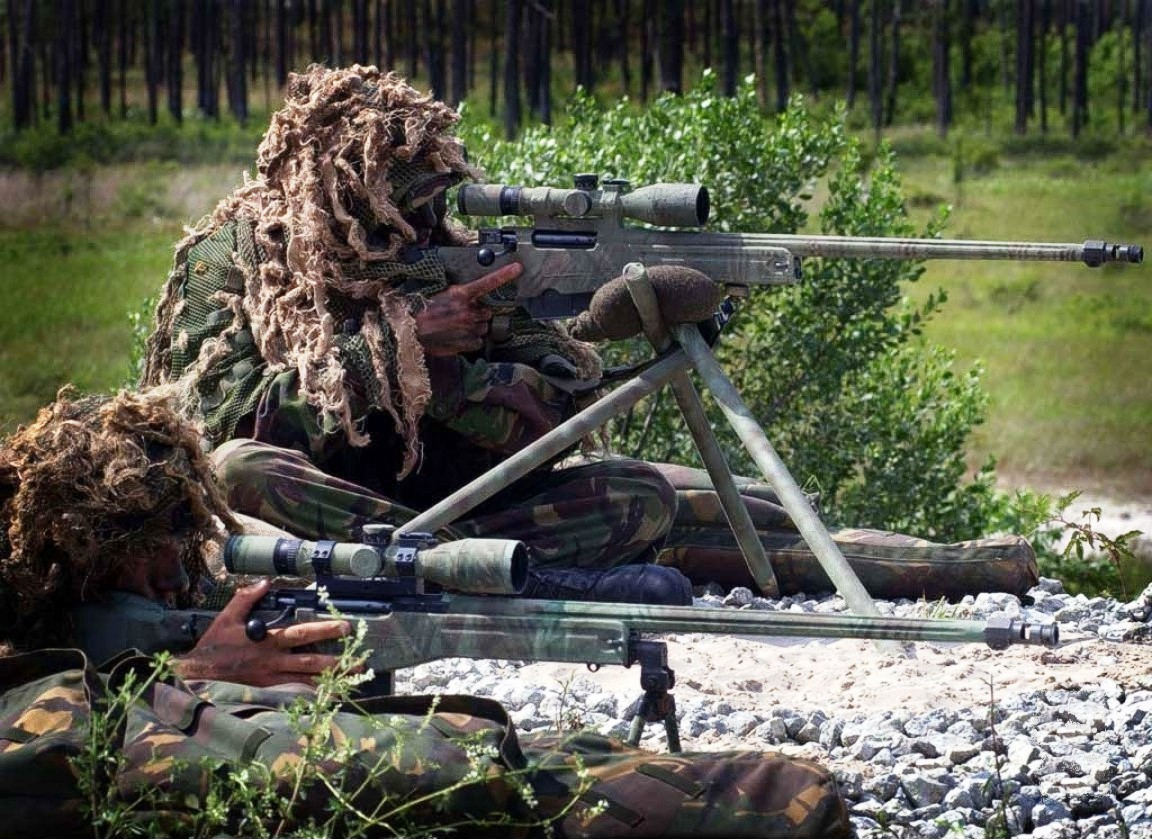
狙撃訓練を行うイギリス海兵隊
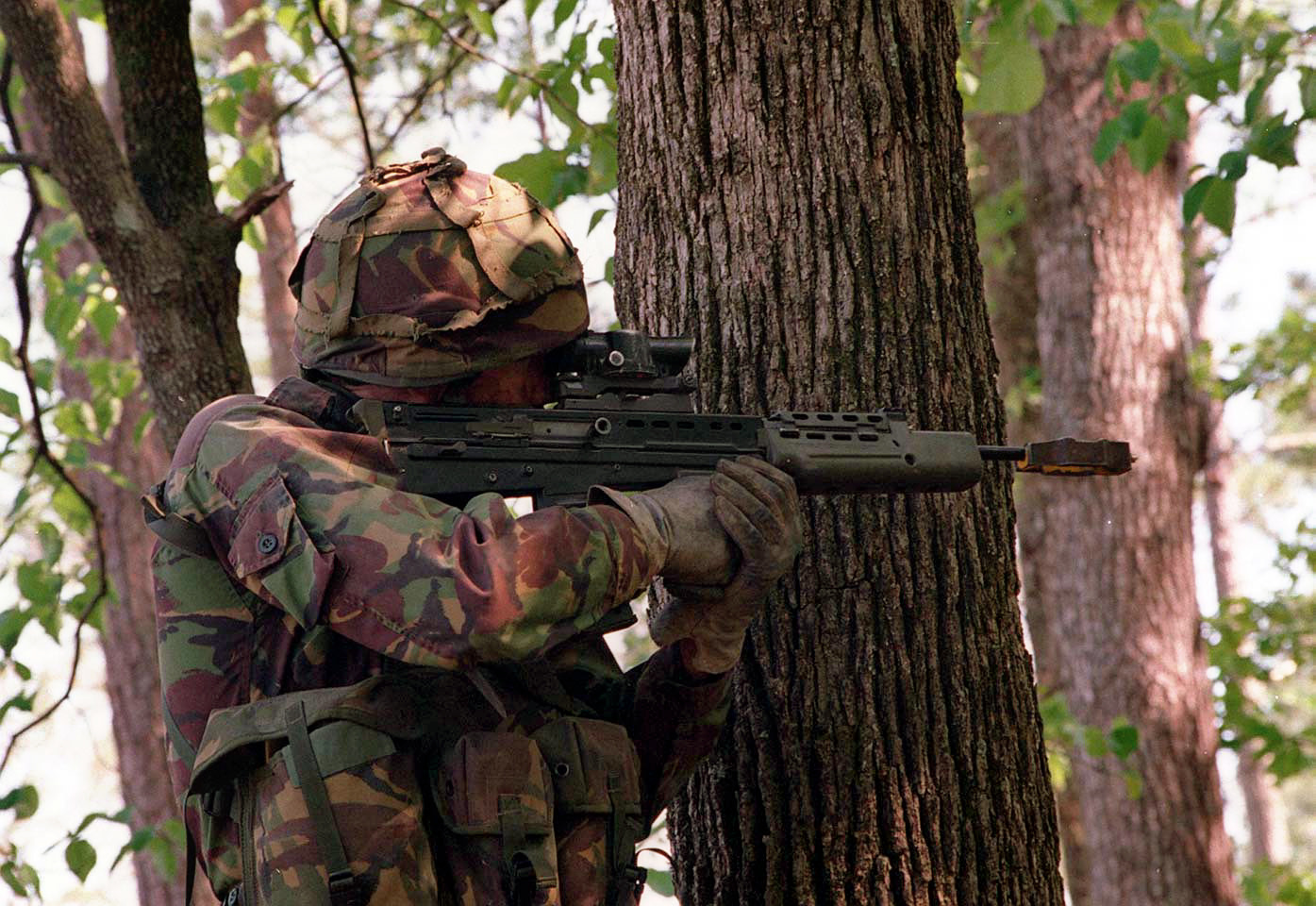
訓練用のL85を手にしたイギリス海兵隊
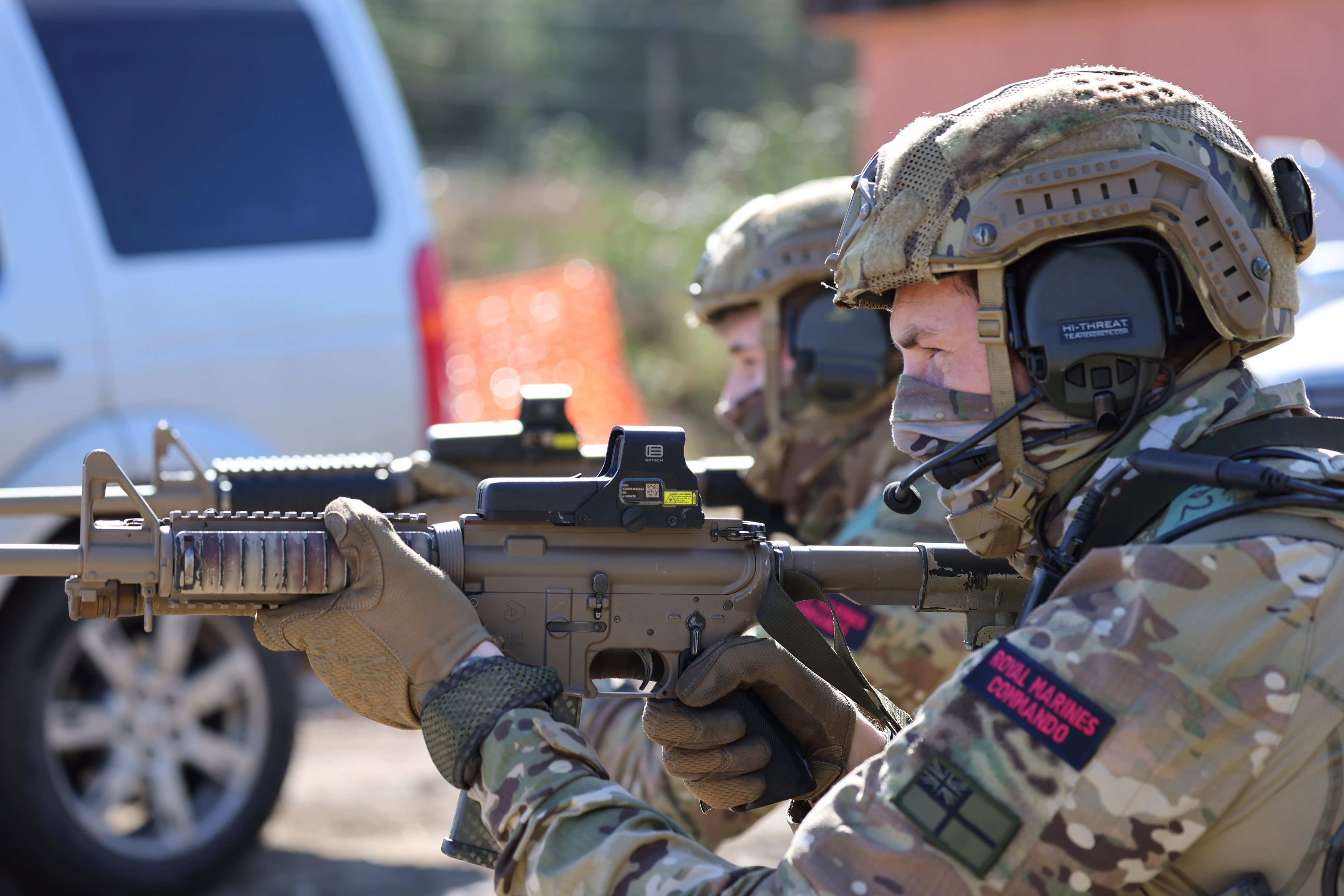
L119を構えるイギリス海兵隊
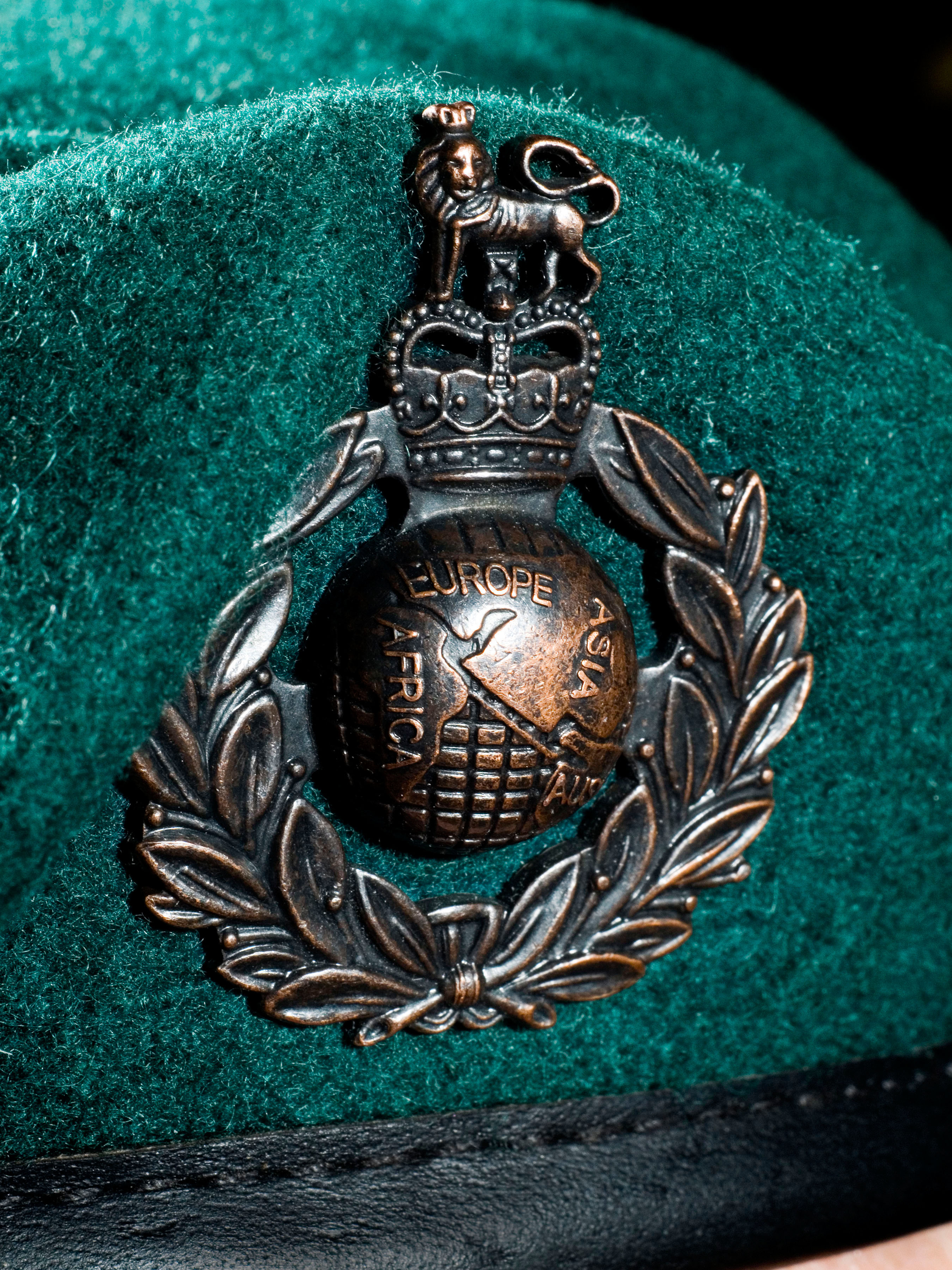
緑色のベレー帽についたイギリス海兵隊のバッジ